# Giovanni Fortin
Don Giovanni Fortin (Monselice, 23 agosto 1909 – Padova, 16 settembre 1985) è stato un presbitero italiano.

## Biografia
Il 23 agosto 1909 nasce a San Cosma di Monselice, frazione di Monselice, da Pietro e Teresa Girotto. Frequenta le scuole elementari a Monselice e desidera proseguire gli studi al seminario, ma deve rinunciarvi perché la sua famiglia è troppo povera.
Il parroco del suo paese natale, don Domenico Favaro, interviene istruendolo personalmente e presentandolo privatamente all'esame di ammissione al seminario di Padova dove viene promosso.
Il 6 novembre 1923 entra nel Seminario Minore di Thiene (VI).
Il 5 novembre 1925 entra nel Seminario Maggiore di Padova.
Il 7 novembre 1928 è ammesso alla facoltà teologica .
Il 3 luglio 1932 diventa Suddiacono e l'8 dicembre, sempre del 1932, diventa Diacono.
Il 2 luglio 1933, presso il Seminario Maggiore di Padova, viene consacrato sacerdote dal Vescovo Agostini.
A fine luglio di quello stesso anno viene destinato, dal Vescovo, alla parrocchia padovana di nuova istituzione di Cristo Re in Sant'Osvaldo e qui si prodiga, in qualità di cappellano, alla creazione del patronato maschile.
Il 2 giugno 1935 viene trasferito alla parrocchia Santa Tecla ad Este (PD) dove arriva il 14 giugno.
Il 7 gennaio 1938 arriva, come Vicario Economo, alla parrocchia di Terranegra in Padova.
Il 9 gennaio 1938 il parroco di Terranegra, don Angelo Dal Zotto, lascia il suo incarico e don Giovanni lo sostituisce alla guida della parrocchia dopo aver sostenuto gli esami appropriati il 26 febbraio 1938.
Viene nominato parroco di Terranegra in Padova il 31 marzo 1938.
La sua prima grande azione, su indicazione del vescovo, è quella di far partire il progetto per la costruzione di una nuova grande chiesa che sostituisca la precedente divenuta ormai non più funzionale per la popolazione cresciuta molto in quegli anni.
La prima pietra viene posata il 9 novembre 1941 e i lavori avrebbero dovuto completarsi entro il 7 agosto 1947 in tempo per festeggiare i quattrocento anni dalla morte di San Gaetano patrono locale.
Oltre all'edificazione della chiesa don Giovanni si prodiga molto nell'assistenza ai malati e nel potenziamento delle confraternite locali nonché dell'Azione cattolica.
Il 5 dicembre 1943, su preghiera di don Antonio Varotto parroco di una parrocchia vicina, accoglie, sfama e nasconde nella propria parrocchia dodici prigionieri inglesi in fuga con il compito di consegnarli dopo alcuni giorni ad un gruppo di partigiani veneziani.
Don Giovanni viene a sapere che questo gruppo partigiano fa il doppio gioco, si rifiuta di consegnare i prigionieri e a seguito di questa sua netta posizione viene arrestato, il 14 dicembre 1943, con altre diciannove persone.
In carcere a Venezia viene interrogato e a seguito del suo rifiuto di rivelare i nascondigli degli altri fuggitivi viene accusato di alto tradimento verso la patria e condannato a morte a mezzo fucilazione.
L'esecuzione, che doveva avvenire il 15 dicembre 1943, viene sospesa e i condannati vengono trasferiti al carcere di Santa Maria Maggiore a Venezia.
Rimane in cella sino al 25 febbraio 1944 quando viene trasferito al carcere di Verona da dove riparte, con altri prigionieri, per il campo di concentramento di Dachau.
Rimane in prigionia fino a metà giugno 1945 e il 24 giugno 1945 torna a casa accolto festosamente dalla popolazione.
Nei giorni successivi ritorna alla vita normale occupandosi delle varie attività parrocchiali e cercando di lenire i dolori e i lutti che la guerra aveva lasciato.
Fa ripartire anche i lavori per la costruzione della nuova chiesa, ma in ricordo dei tanti italiani morti in prigionia o nella deportazione propone, alla popolazione e al vescovo, che il nuovo tempio sia dedicato a San Gaetano e al ricordo di tutte le vittime della guerra.
L'idea viene accolta favorevolmente e i lavori ripartono. Il nuovo luogo di culto viene consacrato il 3 settembre 1955.
Il 20 giugno 1964 viene insignito della medaglia d'oro per il suo operato a favore di quanti, senza distinzioni, persero la vita per gli orrori della guerra.
Negli anni successivi si occupa senza riserve dell'attività pastorale.
Il 3 luglio 1983 festeggia tra i suoi parrocchiani il 50º anniversario di sacerdozio e, contestualmente, i 45 anni a capo della comunità di Terranegra in Padova.
Il 23 agosto 1984 a causa delle sue pessime condizioni di salute rassegna le dimissioni con una lettera al vescovo Filippo Franceschi.
Il 16 settembre 1985, alle ore 11.00, muore.
Alle sue esequie, celebrate nel Tempio dell'internato ignoto da lui tanto voluto, partecipano una folla immensa, tutte le autorità civili della città di Padova, settanta sacerdoti e monsignor Carlo Manziana ex vescovo di Crema nonché compagno di prigionia a Dachau.
Il 23 aprile 2009 la salma di monsignor Giovanni Fortin viene traslata al Tempio dell'internato ignoto e qui inumata.